# Talpmasszázs
A talpmasszázs (más néven talpreflexológia)  ősi gyógyítási módszer, amely az úgynevezett reflexzónák stimulációja által hozza működésbe a szervezet öngyógyító mechanizmusát.
Lényege az, hogy a test szervei és a lábfej területén található idegvégződések össze vannak kötve energiacsatornákon keresztül. A masszázs során a masszőr a reflexpontokat ingereli akként, hogy az ujjaival nyomást gyakorol a megfelelő felületre.
A talpmasszázs igénybe vételének számos javallata és számos ellenjavallata van.
Jelenleg a reflexológia hatásosságára tudományos bizonyíték nem áll rendelkezésre.